# Râul Valea Peșterii, Cârpeștii Mici
Râul Valea Peșterii este un curs de apă, afluent al râului Cârpeștii Mici. 
Pestera Tășad este situată pe malul drept al râului, în amonte de vărsarea acestuia în râul Cârpeștii Mici. Calea de acces spre peșteră pornește din localitatea Tășad și urmează cursul râului.

## Hărți
- Harta munții Pădurea Craiului  Arhivat în 16 ianuarie 2010, la Wayback Machine.
- Harta munții Apuseni